# Bisbat de Mỹ Tho
El bisbat de Mỹ Tho (vietnamita: Giáo phận Mỹ Tho; llatí: Dioecesis Mythoënsis) és una seu de l'Església catòlica al Vietnam, sufragània de l'arquebisbat de Ciutat de Hô Chí Minh. Al 2019 tenia 138.065 batejats d'un total de 4.250.090 habitants. Actualment està regida pel bisbe Pierre Nguyên Văn Kham.

## Territori
La diòcesi, que s'estén al delta del Mekong, comprèn tota la província de Tien Giang i part de les de Dong Thap i Long An.
La seu episcopal és la ciutat de Mỹ Tho, on es troba la catedral de la Immaculada Concepció.
El territori s'estén sobre 9.262 km² i està dividit en 111 parròquies.

## Història
La diòcesi va ser erigida el 24 de novembre de 1960 mitjançant la butlla Quod venerabiles del papa Joan XXIII, prenent el territori del vicariat apostòlic de Saigon (avui l'arquebisbat de Ciutat de Ho Chi Minh).

## Cronologia episcopal
- Joseph Trãn-Vãn-Thiên † (24 de novembre de 1960 - 24 de febrer de 1989 mort)
- André Nguyên Van Nam † (24 de febrer de 1989 - 26 de març de 1999 jubilat)
- Paul Bùi Văn Đoc † (26 de març de 1999 - 28 de setembre de 2013 nomenat arquebisbe coadjutor de Hô Chí Minh)[1]
- Pierre Nguyên Văn Kham, des del 26 de juliol de 2014

## Estadístiques
A finals del 2019, la diòcesi tenia 138.065 batejats sobre una població de 4.250.090 persones, equivalent al 3,2% del total.
| any  | població | població  | població | sacerdots | sacerdots       | sacerdots       | sacerdots             | diàques | religiosos | religiosos | parroquies |
| ---- | -------- | --------- | -------- | --------- | --------------- | --------------- | --------------------- | ------- | ---------- | ---------- | ---------- |
| any  | batejats | total     | %        | total     | clergat secular | clergat regular | batejats por sacerdot | diàques | homes      | dones      |            |
| 1970 | 56.900   | 1.437.000 | 4,0      | 62        | 62              |                 | 917                   |         |            | 83         |            |
| 1974 | 86.000   | 1.567.320 | 5,5      | 53        | 52              | 1               | 1.622                 |         | 1          | 186        | 3          |
| 2000 | 102.095  | 4.602.095 | 2,2      | 79        | 79              |                 | 1.292                 |         |            | 161        | 100        |
| 2001 | 103.599  | 3.901.140 | 2,7      | 75        | 75              |                 | 1.381                 |         |            | 151        | 103        |
| 2002 | 107.660  | 4.230.000 | 2,5      | 77        | 77              |                 | 1.398                 |         |            | 150        | 63         |
| 2003 | 108.574  | 4.033.309 | 2,7      | 84        | 84              |                 | 1.292                 |         |            | 211        | 63         |
| 2004 | 111.454  | 4.278.000 | 2,6      | 82        | 82              |                 | 1.359                 |         |            | 218        | 63         |
| 2013 | 126.560  | 5.280.320 | 2,4      | 125       | 121             | 4               | 1.012                 |         | 8          | 274        | 110        |
| 2016 | 136.866  | 4.241.000 | 3,2      | 134       | 131             | 3               | 1.021                 |         | 5          | 198        | 106        |
| 2019 | 138.065  | 4.250.090 | 3,2      | 144       | 140             | 4               | 958                   |         | 4          | 230        | 111        |